# (33167) 1998 EJ9
1998 EJ9 (asteroide 33167) é um asteroide da cintura principal. Possui uma excentricidade de 0.10399270 e uma inclinação de 22.77630º.
Este asteroide foi descoberto no dia 11 de março de 1998 por Beijing Schmidt CCD Asteroid Program em Xinglong.